# Uniwersalne Zależności
Uniwersalne Zależności (Universal Dependencies lub UD) – projekt, który ma na celu ustanowienie uniwersalnych anotacji dla banków drzew, jednakowych dla wszystkich języków. Jednym z problemów, z którym mierzy się osoba analizująca dane z banków drzew, jest brak wspólnych standardów anotacji dla różnych języków, co utrudnia porównywanie struktury składniowej, ponieważ nie ma pewności, czy przyczyna różnic w analizie składniowej dwóch języków spowodowana jest faktycznymi różnicami składniowymi, a nie jedynie różnym sposobem anotacji. Aby zaradzić temu problemowi, postanowiono stworzyć uniwersalny standard anotacji, który można zastosować do wszystkich języków. Warto podkreślić, że UD nie jest oficjalną teorią językoznawczą, a jedynie próbą praktycznego rozwiązania zaistniałego problemu.
UD opiera się na założeniach gramatyki zależnościowej, która w przeciwieństwie do gramatyki frazowej nie zawiera węzłów frazowych, łączy natomiast wyrazy bezpośrednio ze sobą, co skutkuje tym, że każdy węzeł odpowiada dokładnie jednemu wyrazowi w drzewie. Zależności w UD zachodzą przede wszystkim między wyrazami znaczącymi, przez co są one węzłami wewnętrznymi, a wyrazy podrzędne węzłami zewnętrznymi. Jest to spowodowane tym, że wyrazy znaczące wykazują więcej podobieństwa między odpowiednikami w innych językach niż wyrazy funkcyjne, co pozwala zachować względną neutralność językową analizy składniowej.
Standard anotacji morfologicznej Uniwersalnych Zależności inspirowany jest głównie Uniwersalną Anotacją Części Mowy Google (Google Universal Part-of-Speech Tagset), natomiast anotacja składniowa inspirowana jest Uniwersalnymi Zależnościami Stanfordzkimi (Universal Stanford Dependencies).